# Curarea toxicofera
Curarea toxicofera är en tvåhjärtbladig växtart som först beskrevs av Weddell, och fick sitt nu gällande namn av Rupert Charles Barneby och Krukoff. Curarea toxicofera ingår i släktet Curarea och familjen Menispermaceae. Inga underarter finns listade i Catalogue of Life.